# Przełączanie kontekstu
Przełączanie kontekstu, przełączanie zadań – proces zachowywania i odtwarzania stanu procesora/rdzenia (kontekstu), by wiele procesów mogło dzielić zasoby pojedynczego procesora/rdzenia. Za przełączanie kontekstu odpowiedzialny jest dyspozytor.
Przełączanie kontekstu polega na przydzielaniu procesorowi kolejnych zadań i jest ważną cechą wielozadaniowego systemu operacyjnego. Z reguły przełączanie kontekstu jest zadaniem wymagającym obliczeniowo i wiele czasu przy projektowaniu systemów operacyjnych poświęca się na optymalizację tego zadania.